# Philaretos Brachamios
Philaretos Brachamios (Grieks: Φιλάρετος Βραχάμιος; Armeens: Փիլարտոս Վարաժնունի, Philartos Varajnuni; Latijn: Pilaretus Brachamius) (overleden: ca. 1087) was een Byzantijns generaal, hertog van Antiochië en Kouropalates aan het hof van de keizer.

## Biografie
Philaretos was een legerofficiër in het leger van Romanus IV van Byzantium. In 1069 kreeg hij het commando over het Byzantijnse leger aan de grens met Mesopothamië. Philaretos stond aan de zijde van zijn keizer tijdens de desastreuse Slag bij Manzikert, toen de veldslag was afgelopen bleef Philaretos aan het hoofd van een aanzienlijke strijdmacht.
In de nasleep van de strijd nam hij het bevel over van de strijdkrachten van het fort Romanopolis. Na de dood van Romanus, riep hij zich daar uit tot 'Keizer van Byzantium', vanwege dat hij de enige overgebleve generaal was in het autonome gebied van Germanicia, tegenwoordig Kahramanmaraş. Een gebied dat zich uitstrekte van Cilicië tot aan Edessa. De kern van zijn leger bestond uit zo'n 8.000 Normandiërs, onder de leiding van een Raimboud. In 1078 aanvaardde hij het keizerschap van Nikephoros III Botaneiates, indien hij werd benoemd tot hertog van Antiochië, inclusief Edessa. Tevens verwief hij nieuwe titels aan het keizerlijk hof.
De Turken begonnen herhaaldelijk druk uit te voeren op het hertogdom van Philaretos. In 1084 verloor hij de stad Antiochië aan Sulejman I van Rûm. In 1087 werd de Edessa ingenomen door Malik Shah en Philaretos vluchtte naar zijn vesting in Germanicia. Zijn zonen gaven de stad Germanicia in 1098 over aan de Kruisvaarders.

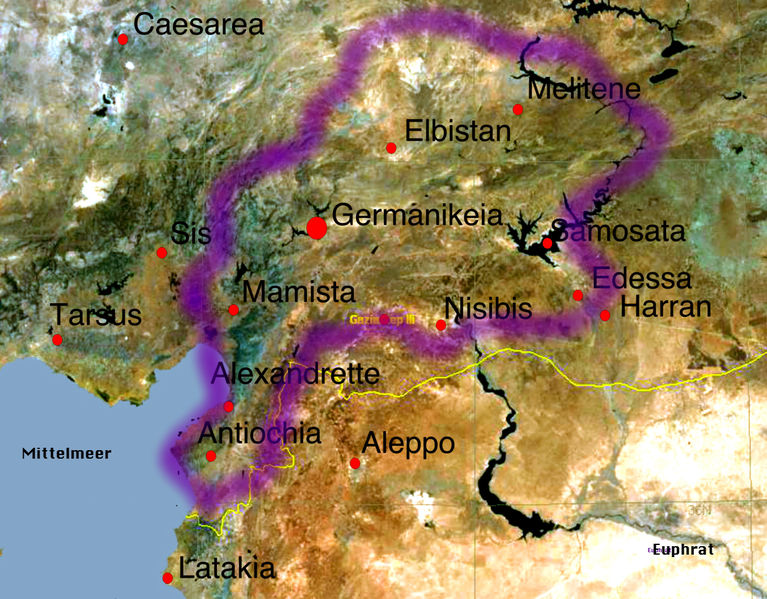
Het gebied waar Philaretus de scepter over zwaaide